# Ulsan HD FC
Ulsan HD FC (tiếng Hàn Quốc: 울산 HD FC), trước năm 2024 mang tên Ulsan Hyundai FC (tiếng Hàn Quốc: 울산 현대 축구단) là một câu lạc bộ bóng đá Hàn Quốc có trụ sở tại Ulsan, được sở hữu bởi công ty Hàn Quốc HD Hyundai Heavy Industries. Thành lập vào ngày 6 tháng 12 năm 1983, đội bóng bắt đầu tham dự K League năm 1984 với tên gọi Hyundai Horang-i. Sân nhà của đội là sân vận động Ulsan Munsu.

## Cầu thủ

### Đội hình hiện tại
Tính đến 29 tháng 1 năm 2024
Ghi chú: Quốc kỳ chỉ đội tuyển quốc gia được xác định rõ trong điều lệ tư cách FIFA. Các cầu thủ có thể giữ hơn một quốc tịch ngoài FIFA.
| Số | VT | Quốc gia  | Cầu thủ                  |
| -- | -- | --------- | ------------------------ |
| 1  | TM | Hàn Quốc  | Jo Su-huk                |
| 2  | HV | Hàn Quốc  | Sim Sang-min             |
| 3  | HV | Hàn Quốc  | Hong Jae-seok            |
| 4  | HV | Hàn Quốc  | Kim Kee-hee (đội trưởng) |
| 5  | HV | Hàn Quốc  | Lim Jong-eun             |
| 6  | TV | Thụy Điển | Darijan Bojanić          |
| 7  | TV | Hàn Quốc  | Ko Seung-beom            |
| 8  | TV | Hàn Quốc  | Lee Kyu-seong            |
| 9  | TĐ | Hungary   | Martin Ádám              |
| 10 | TV | Hàn Quốc  | Kim Min-woo              |
| 11 | TĐ | Hàn Quốc  | Um Won-sang              |
| 13 | HV | Hàn Quốc  | Lee Myung-jae            |
| 14 | TV | Hàn Quốc  | Lee Dong-gyeong          |
| 16 | TV | Hàn Quốc  | Lee Jae-uk               |
| 17 | TV | Thụy Điển | Gustav Ludwigson         |
| 18 | TĐ | Hàn Quốc  | Joo Min-kyu (đội phó)    |
| 19 | HV | Hàn Quốc  | Kim Young-gwon           |
| 20 | HV | Hàn Quốc  | Hwang Seok-ho            |

| Số | VT | Quốc gia | Cầu thủ        |
| -- | -- | -------- | -------------- |
| 21 | TM | Hàn Quốc | Jo Hyeon-woo   |
| 22 | TV | Hàn Quốc | Kim Min-hyeok  |
| 23 | HV | Hàn Quốc | Kim Ju-hwan    |
| 24 | TV | Hàn Quốc | Park Sang-jun  |
| 27 | TV | Hàn Quốc | Lee Chung-yong |
| 28 | HV | Hàn Quốc | Jang Si-young  |
| 29 | TM | Hàn Quốc | Seol Hyun-bin  |
| 30 | TV | Hàn Quốc | Kang Yun-gu    |
| 31 | TV | Nhật Bản | Ataru Esaka    |
| 33 | HV | Hàn Quốc | Kang Min-woo   |
| 37 | TM | Hàn Quốc | Moon Hyun-ho   |
| 66 | HV | Hàn Quốc | Seol Young-woo |
| 70 | TV | Hàn Quốc | Choi Kang-min  |
| 91 | TĐ | Hàn Quốc | Park Chu-young |
| 95 | TV | Brasil   | Matheus Sales  |
| 96 | TĐ | Hàn Quốc | Kim Ji-hyeon   |
| 97 | TĐ | Brasil   | Kelvin         |

### Cho mượn
Ghi chú: Quốc kỳ chỉ đội tuyển quốc gia được xác định rõ trong điều lệ tư cách FIFA. Các cầu thủ có thể giữ hơn một quốc tịch ngoài FIFA.
| Số | VT | Quốc gia | Cầu thủ                                                         |
| -- | -- | -------- | --------------------------------------------------------------- |
| —  | TM | Hàn Quốc | Min Dong-hwan (đến Suwon FC)                                    |
| —  | HV | Hàn Quốc | Cho Hyun-taek (đến Bucheon FC 1995)                             |
| —  | HV | Hàn Quốc | Jung Seung-hyun (đến Gimcheon Sangmu tham gia nghĩa vụ quân sự) |
| —  | HV | Hàn Quốc | Kim Jae-sung (đến Chungnam Asan FC)                             |
| —  | HV | Hàn Quốc | Park Kyu-hyun (đến Werder Bremen II)                            |

| Số | VT | Quốc gia | Cầu thủ                               |
| -- | -- | -------- | ------------------------------------- |
| —  | TV | Hàn Quốc | Hwang Jae-hwan (đến FC Köln II)       |
| —  | TV | Hàn Quốc | Lee Kyu-seong (đến Seongnam FC)       |
| —  | TĐ | Hàn Quốc | Lee Hyeong-kyeong (đến Ulsan Citizen) |
| —  | TĐ | Hàn Quốc | Lee Keun-ho (đến Daegu FC)            |

## Nhân viên câu lạc bộ
- Huấn luyện viên trưởng: Hong Myung-bo
- Huấn luyện viên: Myeong Jae-yong, Kim In-soo, Byun Jae-seob
- Bác sĩ: Tsukoshi Tomo
- Huấn luyện viên thủ môn: Kim Beom-soo
- Huấn luyện viên trưởng đội U-18: Park Ki-wook
- Huấn luyện viên trưởng đội U-15: Kim Baek-kwan
- Phân tích video: Satoshi Shimizu

## Huấn luyện viên
| #  | Tên            | Từ         | Đến        | Mùa giải  | Danh hiệu                                                   |
| -- | -------------- | ---------- | ---------- | --------- | ----------------------------------------------------------- |
| 1  | Moon Jung-sik  | 1983/07/12 | 1986/04/22 | 1984–1986 |                                                             |
| C  | Cho Chung-yun  | 1986/04/22 | 1986/12/?? | 1986      | Professional Football Championship                          |
| 2  | Cho Chung-yun  | 1986/12/?? | 1987/12/30 | 1987      | Professional Football Championship                          |
| 3  | Kim Ho         | 1987/12/30 | 1990/11/19 | 1988–1990 |                                                             |
| 4  | Cha Bum-kun    | 1990/11/23 | 1994/11/27 | 1991–1994 |                                                             |
| 5  | Ko Jae-wook    | 1994/11/30 | 2000/06/12 | 1995–2000 | 1995 Korean League Cup 1996 K League 1998 Korean League Cup |
| C  | Chung Jong-soo | 2000/06/12 | 2000/08/21 | 2000      |                                                             |
| 6  | Kim Jung-nam   | 2000/08/22 | 2008/12/25 | 2000–2008 | 2005 K League 2007 Korean League Cup                        |
| 7  | Kim Ho-kon     | 2008/12/26 | 2013/12/04 | 2009–2013 | 2011 Korean League Cup 2012 AFC Champions League            |
| 8  | Cho Min-kook   | 2013/12/06 | 2014/12/01 | 2014      |                                                             |
| 9  | Yoon Jung-hwan | 2014/12/01 | 2016/11/14 | 2015–2016 |                                                             |
| 10 | Kim Do-hoon    | 2016/11/21 | 2020/12/20 | 2017–2020 | 2017 Cúp bóng đá Hàn Quốc 2020 AFC Champions League         |
| 11 | Hong Myung-bo  | 2020/12/24 |            | 2021–     |                                                             |

## Áo đấu

### Nhà tài trợ áo đấu
- 1984–1993: adidas
- 1994–1996: Pro-Specs
- 1997: Reebok
- 1998: adidas
- 1999–2000: Asics
- 2001–2003: hummel
- 2004–2005: Kika
- 2006–2009: Adidas
- 2010–2011: Le Coq Sportif
- 2012–2013: Diadora
- 2014–2018: Adidas
- 2018–nay: Hummel

## Danh hiệu

### Giải quốc nội

#### Giải vô địch quốc gia
- K League 1

Vô địch: 1996, 2005, 2022, 2023, 2024
Á quân (9): 1986, 1991, 1998, 2002, 2003, 2011, 2013, 2019, 2020

#### Cúp
- Cúp bóng đá Hàn Quốc

Vô địch: 2017
Á quân: 1998, 2018, 2020
- Korean League Cup

Vô địch (5): 1986, 1995, 1998, 2007, 2011
Á quân: 1993, 2002, 2005
- Korean Super Cup

Vô địch: 2006
- National Football Championship

Á quân: 1989, 1999
- Korean President's Cup

Á quân: 1990
1. 1 2  Đội dự bị

### Giải đấu quốc tế

#### Châu Á
- AFC Champions League

Vô địch: 2012, 2020
- A3 Champions Cup

Vô địch: 2006

## Kỉ lục
| Mùa giải | Hạng đấu | Số đội | Thứ hạng | Cúp FA      | AFC CL      |
| -------- | -------- | ------ | -------- | ----------- | ----------- |
| 1984     | 1        | 8      | 3        | —           | —           |
| 1985     | 1        | 8      | 4        | —           | —           |
| 1986     | 1        | 6      | 6        | —           | —           |
| 1987     | 1        | 5      | 4        | —           | —           |
| 1988     | 1        | 5      | 2        | —           | —           |
| 1989     | 1        | 6      | 6        | —           | —           |
| 1990     | 1        | 6      | 5        | —           | —           |
| 1991     | 1        | 6      | 2        | —           | —           |
| 1992     | 1        | 6      | 3        | —           | —           |
| 1993     | 1        | 6      | 3        | —           | —           |
| 1994     | 1        | 7      | 4        | —           | —           |
| 1995     | 1        | 8      | 2        | —           | —           |
| 1996     | 1        | 9      | 1        | Bán kết     | —           |
| 1997     | 1        | 10     | 3        | Tứ kết      | —           |
| 1998     | 1        | 10     | 2        | Á quân      | Vòng 16 đội |
| 1999     | 1        | 10     | 6        | Bán kết     | —           |
| 2000     | 1        | 10     | 10       | Tứ kết      | —           |
| 2001     | 1        | 10     | 6        | Bán kết     | —           |
| 2002     | 1        | 10     | 2        | Tứ kết      | —           |
| 2003     | 1        | 12     | 2        | Bán kết     | —           |
| 2004     | 1        | 13     | 4        | Bán kết     | —           |
| 2005     | 1        | 13     | 1        | Vòng 16 đội | —           |
| 2006     | 1        | 14     | 5        | Vòng 32 đội | Bán kết     |
| 2007     | 1        | 14     | 4        | Tứ kết      | —           |
| 2008     | 1        | 14     | 3        | Tứ kết      | —           |
| 2009     | 1        | 15     | 8        | Vòng 32 đội | Vòng bảng   |
| 2010     | 1        | 15     | 5        | Vòng 16 đội | —           |
| 2011     | 1        | 16     | 2        | Bán kết     | —           |
| 2012     | 1        | 16     | 5        | Bán kết     | Vô địch     |
| 2013     | 1        | 14     | 2        | Vòng 16 đội | —           |
| 2014     | 1        | 12     | 6        | Vòng 16 đội | Vòng bảng   |
| 2015     | 1        | 12     | 7        | Bán kết     | —           |
| 2016     | 1        | 12     | 4        | Bán kết     | —           |
| 2017     | 1        | 12     | 4        | Vô địch     | Vòng bảng   |
| 2018     | 1        | 12     | 3        | Á quân      | Vòng 16 đội |
| 2019     | 1        | 12     | 2        | Vòng 32 đội | Vòng 16 đội |
| 2020     | 1        | 12     | 2        | Á quân      | Vô địch     |

## Thành tích tại AFC Champions League
| Mùa giải | Vòng đấu    | Đối thủ                  | Sân nhà              | Sân khách            | Tổng tỉ số |
| -------- | ----------- | ------------------------ | -------------------- | -------------------- | ---------- |
| 2006     | Bảng F      | Tokyo Verdy              | 1–0                  | 2–0                  | thứ 1      |
| 2006     | Tứ kết      | Al-Shabab                | 6–0                  | 1–0                  | 7–0        |
| 2006     | Bán kết     | Jeonbuk Hyundai Motors   | 1–4                  | 3–2                  | 4–6        |
| 2009     | Bảng E      | Nagoya Grampus           | 1–3                  | 1–4                  | thứ 3      |
| 2009     | Bảng E      | Newcastle Jets           | 0–1                  | 0–2                  | thứ 3      |
| 2009     | Bảng E      | Beijing Guoan            | 1–0                  | 1–0                  | thứ 3      |
| 2012     | Bảng F      | Beijing Guoan            | 2–1                  | 3–2                  | thứ 1      |
| 2012     | Bảng F      | FC Tokyo                 | 1–0                  | 2–2                  | thứ 1      |
| 2012     | Bảng F      | Brisbane Roar            | 1–1                  | 2–1                  | thứ 1      |
| 2012     | Vòng 16 đội | Kashiwa Reysol           | 3–2                  | —                    | —          |
| 2012     | Tứ kết      | Al-Hilal                 | 1–0                  | 4–0                  | 5–0        |
| 2012     | Bán kết     | Bunyodkor                | 2–0                  | 3–1                  | 5–1        |
| 2012     | Chung kết   | Al-Ahli                  | 3–0                  | —                    | —          |
| 2014     | Bảng H      | Western Sydney Wanderers | 0–2                  | 3–1                  | thứ 3      |
| 2014     | Bảng H      | Kawasaki Frontale        | 2–0                  | 1–3                  | thứ 3      |
| 2014     | Bảng H      | Guizhou Renhe            | 1–1                  | 1–3                  | thứ 3      |
| 2017     | Play-off    | Kitchee                  | 1–1 (s.h.p.) (4–3 p) | —                    | —          |
| 2017     | Bảng E      | Kashima Antlers          | 0–4                  | 0–2                  | thứ 3      |
| 2017     | Bảng E      | Brisbane Roar            | 6–0                  | 3–2                  | thứ 3      |
| 2017     | Bảng E      | Muangthong United        | 0–0                  | 0–1                  | thứ 3      |
| 2018     | Bảng F      | Melbourne Victory        | 6–2                  | 3–3                  | thứ 2      |
| 2018     | Bảng F      | Kawasaki Frontale        | 2–1                  | 2–2                  | thứ 2      |
| 2018     | Bảng F      | Shanghai SIPG            | 0–1                  | 2–2                  | thứ 2      |
| 2018     | Vòng 16 đội | Suwon Samsung Bluewings  | 1–0                  | 0–3                  | 1–3        |
| 2019     | Play-off    | Perak                    | 5–1                  | —                    | —          |
| 2019     | Bảng H      | Sydney FC                | 1–0                  | 0–0                  | thứ 1      |
| 2019     | Bảng H      | Shanghai SIPG            | 1–0                  | 0–5                  | thứ 1      |
| 2019     | Bảng H      | Kawasaki Frontale        | 1–0                  | 2–2                  | thứ 1      |
| 2019     | Vòng 16 đội | Urawa Red Diamonds       | 0–3                  | 2–1                  | 2–4        |
| 2020     | Bảng F      | FC Tokyo                 | 1–1                  | 2–1                  | thứ 1      |
| 2020     | Bảng F      | Shanghai Shenhua         | 3–1                  | 4–1                  | thứ 1      |
| 2020     | Bảng F      | Perth Glory              | 2–0                  | 2–1                  | thứ 1      |
| 2020     | Vòng 16 đội | Melbourne Victory        | 3–0                  | 3–0                  | —          |
| 2020     | Tứ kết      | Beijing Guoan            | 2–0                  | 2–0                  | —          |
| 2020     | Bán kết     | Vissel Kobe              | 2–1 (s.h.p.)         | 2–1 (s.h.p.)         | —          |
| 2020     | Chung kết   | Persepolis               | 2–1                  | 2–1                  | —          |
| 2021     | Bảng F      | Viettel                  | 3–0                  | 1–0                  | thứ 1      |
| 2021     | Bảng F      | BG Pathum United         | 2–0                  | 2–0                  | thứ 1      |
| 2021     | Bảng F      | Kaya–Iloilo              | 2–1                  | 3–0                  | thứ 1      |
| 2021     | Vòng 16 đội | Kawasaki Frontale        | 0–0 (s.h.p.) (3–2 p) | —                    | —          |
| 2021     | Tứ kết      | Jeonbuk Hyundai Motors   | —                    | 3–2 (s.h.p.)         | —          |
| 2021     | Bán kết     | Pohang Steelers          | 1–1 (s.h.p.) (4–5 p) | 1–1 (s.h.p.) (4–5 p) | —          |

2022          BẢ b
1. 1 2 3 4 5 6 7 8 9 10 11 12 13 14 15 16  Thi đấu ở sân trung lập.